# Oskino
 (juillet 2023).
Oskino (О́ськино) est un village de Russie situé dans le raïon (arrondissement) d'Inza de l'oblast d'Oulianovsk. C'est le siège administratif du conseil rural d'Oskino qui regroupe onze autres villages.

## Géographie
Oskino se trouve sur la rive gauche de la rivière Inza, près de la limite occidentale de la ville d'Inza.

## Histoire
Le village a été fondé en 1671 et le premier habitant aurait été un certain Oskou d'où le nom du village. le village est fondé par des Mordves. Au début du XIXe siècle, il n'atteint pas le millier d'habitants. Ce sont pour la plupart des paysans d'État; leurs terres ne sont pas suffisantes et ils sont obligés de louer des terres supplémentaires aux propriétaires Morozov, Moureviov, et au prince Obolenski.
L'école paroissiale n'est ouverte qu'en 1906 avec trois classes. La plupart des paysans cultivent du seigle, de l'orge, des petits pois, du millet, de l'avoine, des lentilles, du sarrasin. Il y a aussi quelques charpentiers qui peuvent construire des izbas, des cordonniers, des artisans de bottes en feutre. Une scierie apparaît à l'arrivée du chemin de fer à Inza. Le village est traversé par la route Gorodichtché-Simbirsk. Il dépend de l'ouïezd de Gorodichtché du gouvernement de Penza. L'artel agricole « Nouvelle Vie » (od eramo en mordve) est formé en 1931.

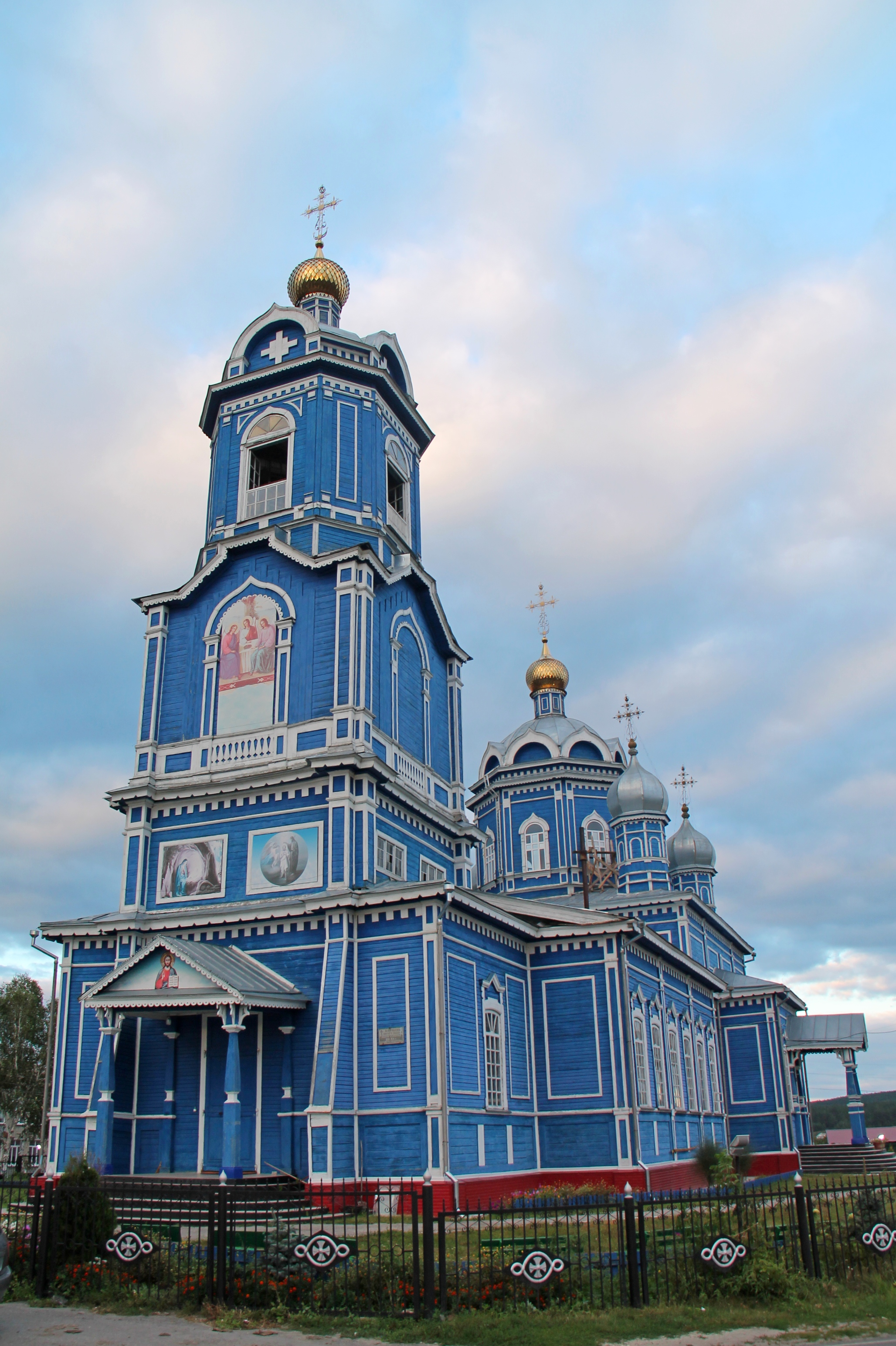
Vue de l'église Saint-Nicolas d'Oskino.

L'église d'Oskino est construite en bois en 1909-1911 et consacrée en 1912 à saint Nicolas par l'évêque de Penza, Vladimir (Poutiata). Elle est fermée par les autorités communistes locales en 1932, mais rouvre quelque temps plus tard. C'est l'une des très rares à être demeurées ouvertes au culte jusqu'à la fin de l'ère soviétique dans tout l'oblast de Penza et l'oblast d'Oulianovsk et même en Mordovie et il n'est pas rare que les jours de grande fête jusqu'à cinq mille pèlerins s'y pressent dedans et en dehors. Elle est inscrite au patrimoine architectural régional en 1993 avec la chapelle Saint-Alexandre-Nevski non loin.
Le club du village ouvre en 1936. Pendant la Grande Guerre patriotique, plus de trois cents villageois partent pour le front et une centaine seulement en revient. Le village fait partie du sovkhoze de Pantsirevka à partir de 1956. Un nouveau club est construit en 1959 avec une bibliothèque. Le village est électrifié en 1959. Les constructions s'intensifient dans les années 1970.
Aujourd'hui, Oskino est une continuité de la petite ville d'Inza.

## Population
- 2010 : 1457 habitants

Le village est majoritairement peuplé de Mordves.

## Lieux à visiter
- Église Saint-Nicolas construite en 1909-1911. Elle dépend aujourd'hui de l'éparchie de Barych.
- Chapelle Saint-Alexandre-Nevski construite en pierre à côté de l'église.
- Monument aux morts de la Grande Guerre patriotique élevé en 1974[4].